# هولونگن
هولونگن (به آلمانی: Holungen) یک منطقهٔ مسکونی در آلمان است که در سوننشتاین (تورینگن) واقع شده‌است. هولونگن ۸۹۱ نفر جمعیت دارد.